# Verbivka, Hmilnîk
Verbivka (în ucraineană Вербівка) este un sat în comuna Lelitka din raionul Hmilnîk, regiunea Vinnița, Ucraina.

## Demografie
Componența lingvistică a localității Verbivka
     Ucraineană (98,66%)
     Alte limbi (1%)
Conform recensământului din 2001, majoritatea populației localității Verbivka era vorbitoare de ucraineană (98,66%), existând în minoritate și vorbitori de alte limbi.